# The Thick of It
The Thick of It је британска хумористичка телевизијска серија Арманда Јанучија који на сатиричан начин приказује рад британске владе. Првобитно су емитоване две кратке сезоне на каналу BBC Four 2005. године, са фокусом на владиног министра, његове саветнике и страначког спин-доктора. Глумачка екипа је значајно проширена за два специјала од по сат времена који су се поклопили за именовањем Гордона Брауна за премијера 2007. године, када су у серију додати и ликови из опозиционе странке. Серија је 2009. пребачена на канал BBC Two током емитовања треће сезоне, док је четврта и последња сезона емитована 2012. године, са фокусом на рад нове коалиционе владе.
Серија је описана као Да, министре за 21. век. Она истиче борбе и конфликте између политичара, стручњака за медије, саветника, државних службеника и медија. У сличном стилу као код серије Да, министре, приказане политичке странке никада нису именоване, а у првој и другој сезони већина разматраних политика је прилично општа и неидеолошка. Јанучи је описао серију The Thick of It као „Да, министре сусреће Лерија Сендера”. Новинар и бивши државни државни службеник Мартин Сиксмит био је саветник сценариста, што је допринело реализму неких сцена. Серија је постала позната по свом вулгарном језику и по томе што је обухватила приче које су одражавале, или у неким случајевима предвиделе, стварне политичке одлуке, догађаје или скандале.
Серија је била номинована за велики број телевизијских награда у Уједињеном Краљевству, а освојила је и четири награде БАФТА. Такође је креиран спиноф серије, филм Врзино коло, који је Јанучију донео номинацију за Оскара у категорији за најбољи адаптирани сценарио.

## Радња
Серија се фокусира на измишљено Министарство за социјална питања и грађанство, које је наводно настало из премијеровог краткотрајног ентузијазма за „повезану владу”. Ово министарство функционише као „супер-министарство” које надгледа многа друга, са неким сличностима са Канцеларијом за кабинет. Овај концепт омогућава да се у серији разматрају различите политичке теме, слично Министарство за административне послове у серији Да, министре.
Хју Абот (Крис Лангам) је неспретни министар на челу овог министарства, који стално покушава да обави свој посао под будним оком Малколма Такера (Питер Капалди), агресивног и доминантног спин-доктора у служби премијера. У министарству такође раде старији специјални саветник Глен Кален (Џејмс Смит), млађи саветник за политику Оли Ридер (Крис Адисон) и портпаролка цивилне службе Тери Каверли (Џоана Сканлан).
На почетку треће сезоне, Хјуа Абота на месту министра замењује Никола Мари (Ребека Фронт), која долази без свог тима, па Оли и Глен остају на својим позицијама.
У четвртој сезони, након општих избора који резултуирају коалиционом владом, Питер Манион (Роџер Алам) постаје нови министар, уз подршку свог тима специјалних саветника, које води директор комуникација Стјуарт Пирсон (Винсент Френклин), али кога омета нови коалициони партнер, млађи министар Фергус Вилијамс (Џефри Стритфилд). Николa Мари је сада лидер опозиције, а опозициони саветник Малколм Такер очајнички жели да се врати на власт.

## Улоге
- Питер Капалди као Малком Такер
- Крис Лангам као Хју Абот
- Ребека Фронт као Никола Мари
- Крис Адисон као Оливер „Оли” Ридер
- Џоана Сканлан као Тери Каверли
- Џејмс Смит као Глен Кален
- Поли Кемп као Робин Мердок
- Роџер Алам као Питер Манион
- Винсент Френклин као Стјуарт Пирсон
- Оливија Пуле као Ема Флоренс Месинџер
- Вил Смит као Фил Смит
- Бен Вилбонд као Адам Кенијон
- Џефри Стритфилд као Фергус Вилијамс